# Carolyn Meyer
Carolyn Meyer (ur. 8 czerwca 1935 w Lewistown w Pensylwanii) – amerykańska pisarka, twórczyni literatury dla dzieci i młodzieży, autorka powieści historycznych.
W 1957 ukończyła studia na Bucknell University. W 2002 za swoją powieść Mary, Bloody Mary otrzymała nagrodę Young Reader's Choice Award. Mieszka w Albuquerque w Nowym Meksyku.

## Dzieła

### Powieści
- Where the Broken Heart Still Beats: The Story of Cynthia Ann Parker (1992)
- White Lilacs (1993)
- Drummers of Jericho (1995)
- Gideon's People (1996)
- Jubilee Journey (1997)
- Anastasia: The Last Grand Duchess (2000) (wyd. pol. 2004 Anastazja : ostatnia wielka księżniczka : Rosja, 1914)
- Isabel: Jewel of Castilla (2000) (wyd. pol. 2004 Izabela : klejnot Kastylii : Hiszpania 1466)
- Kristina, the Girl King (2003)
- Brown Eyes Blue (2003)
- Marie, Dancing (2005)
- Loving Will Shakespeare (2006)
- In Mozart's Shadow (2008)
- The True Adventures of Charley Darwin (2009)
- Cleopatra Confesses (2011)
- Victoria Rebels (2013)
- Beauty's Daughter: The Story of Hermione and Helen of Troy (2013)

Seria Young Royals
1. Mary, Bloody Mary (1999)
2. Beware, Princess Elizabeth (2001)
3. Doomed Queen Anne (2002)
4. Patience, Princess Catherine (2004)
5. Duchessina (2007)
6. The Bad Queen (2010)
7. The Wild Queen (2012)

Seria Hotline
1. Because of Lissa (2012)
2. The Problem with Sidney (2012)
3. Gillian's Choice (2013)
4. The Two Faces of Adam (2013)

## Tomik opowiadań
- Rio Grande Stories (1994)

## Literatura faktu
- Voices of South Africa (1986)
- Voices of Northern Ireland (1987)
- A Voice from Japan (1988)
- In A Different Light (1996)